# ミラーズ2
『ミラーズ2』（原題: Mirrors 2）は、2010年のアメリカ合衆国のホラー映画。キーファー・サザーランド主演の2008年のホラー映画『ミラーズ』の続編である。本作は日米ともに劇場未公開作品であり、アメリカでは2010年10月19日、日本では同年11月26日にそれぞれDVDが発売された。前作との違いは鏡の中の”何か”に人情が追加されている。

## あらすじ
事故で婚約者を失ったショックからマックスはカウンセリングを受けながらの生活を続けている。ある日、実業家の父・ジャックの提案でマックスはジャックが新しく開店させるデパートの警備員をやることになる。
しかし開店準備が進む中、マックスは鏡の中に幻覚を見るようになってゆく。そしてその幻覚どおりにデパートの責任者たちが次々に怪死してゆく。鏡の中に現れる幻覚の女性が失踪したエレノアという女性であると突き止めたマックスは彼女の姉・エリザベスに会う。
エレノアを救うため調査を開始したマックスとエリザベスはデパートの責任者達がエレノア失踪の首謀者であると確信する。やがてデパートの地下でエレノアの遺体を発見するが、そこで二人は事態を隠蔽しようとする責任者の一人・ケラーに遭遇し彼に襲われる。絶体絶命の中、鏡の中にエレノアが現れる。

## キャスト
※括弧内は日本語吹替
- マックス・マシスン - ニック・スタール（坂詰貴之）
- エリザベス・レインズ - エマニュエル・ヴォージア（安藤麻吹）
- エレノア・レインズ - ステファニー・オノレ・サンチェス（若原美紀）
- ケラー・ランドロウ - ローレンス・ターナー（坂口哲夫）
- ヘンリー・ショウ - エヴァン・ジョーンズ（奈良徹）
- ジャック・マシスン - ウィリアム・カット（森功至）
- ジェナ・マカーティ - クリスティ・ロマーノ
- ライアン・パーカー - ジョン・マイケル・デイヴィス
- ピックリリー刑事 - ウェイン・ペレ（天田益男）
- ヒューストン刑事 - ランス・E・ニコルズ（大友龍三郎）
- ボーモント医師 - アン・マッケンジー（菅原チネ子）